# Cyperus papyrus
Il papiro egiziano  (Cyperus papyrus L.) è una pianta palustre, perenne, rizomatosa, appartenente alla famiglia Cyperaceae.
È noto soprattutto perché da esso si ricava una superficie scrittoria detta papiro.

## Descrizione

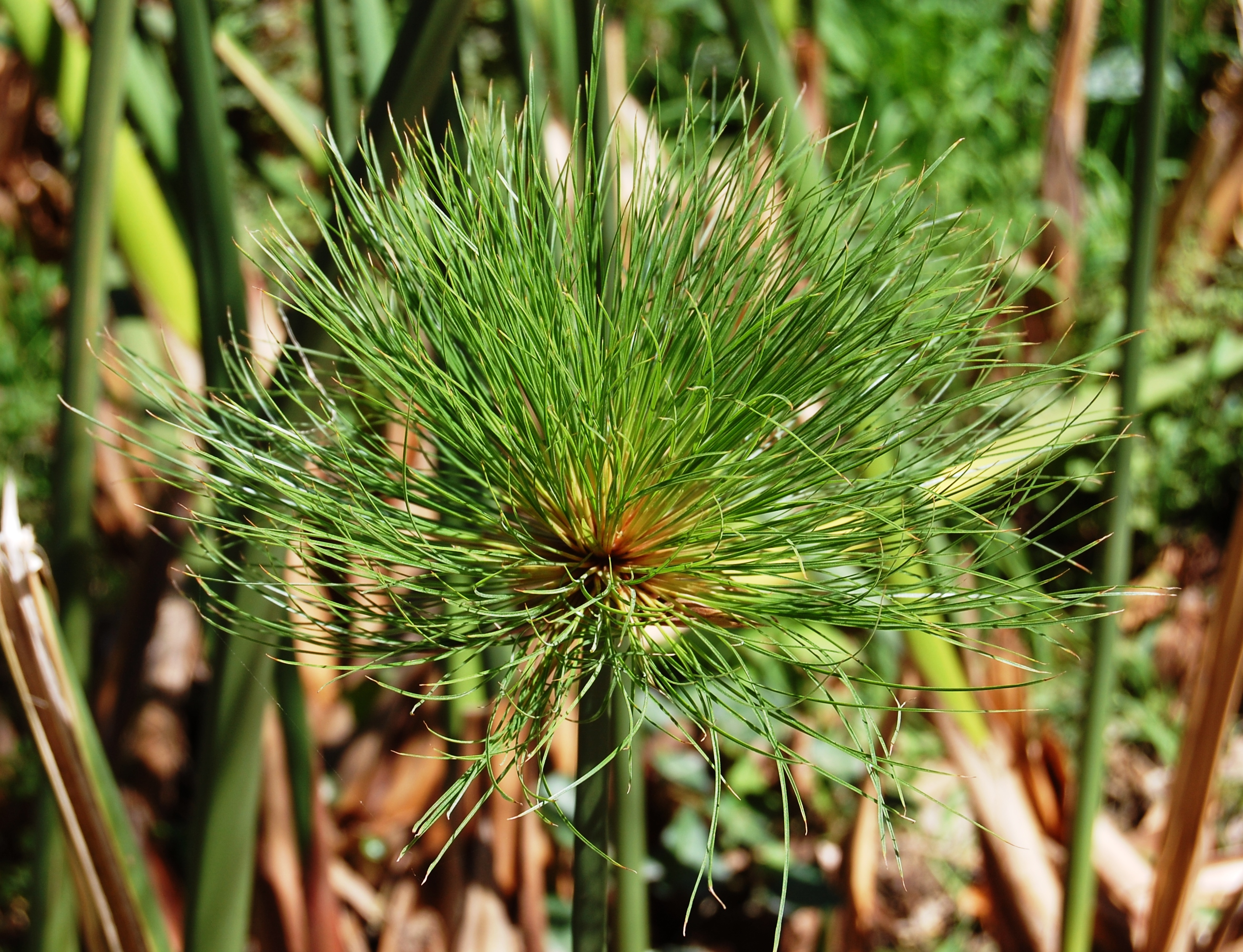
Infiorescenza
(Orto botanico di Palermo).

Il papiro è una specie erbacea perenne, una canna di palude con fusti alti da 2 a 5 metri e rizoma legnoso molto grosso. Il fusto è trigono, privo di foglie, con diametro di 2-3 centimetri, liscio, di colore verde scuro.
All'apice di ogni fusto compaiono brattee lanceolate, arcuate, disposte ad ombrello.
Le infiorescenze sono ombrelliformi con raggi lunghi da 10 a 30 centimetri, si formano all'estremità superiore dei fusti e portano delle spighe di colore paglierino che contengono acheni allungati.
La fioritura avviene da luglio a settembre.
In Europa cresce spontaneamente in quelle aree dove una presenza abbondante di acque basse è associata alla temperatura calda.
È una specie amante della luce, che cresce lungo le rive dei corsi d'acqua a corrente lenta, con le radici sommerse.
Oggi il papiro viene coltivato soprattutto a scopo ornamentale, ma nell'Antico Egitto aveva molteplici usi tecnici: il midollo era usato come alimento e fonte di fibre tessili, i fiori per farne ghirlande, il rizoma come combustibile e le parti più robuste (radici e fusto) per pentole, utensili, calzature, sartiame se non addirittura imbarcazioni

## Distribuzione e habitat
L'areale originario della specie è l'Africa tropicale e subtropicale, Madagascar e Giordania; secondo alcuni potrebbe essere originario anche in Sicilia orientale, oppure potrebbe essere stato introdotto dagli Arabi nel IX secolo. Era molto diffuso nel delta del Nilo, dove ha avuto origine il suo impiego come materiale di supporto alla scrittura e dove è ancora presente seppure in quantità piuttosto ridotte. Oggi si ritrova come specie introdotta in molti altri paesi. 

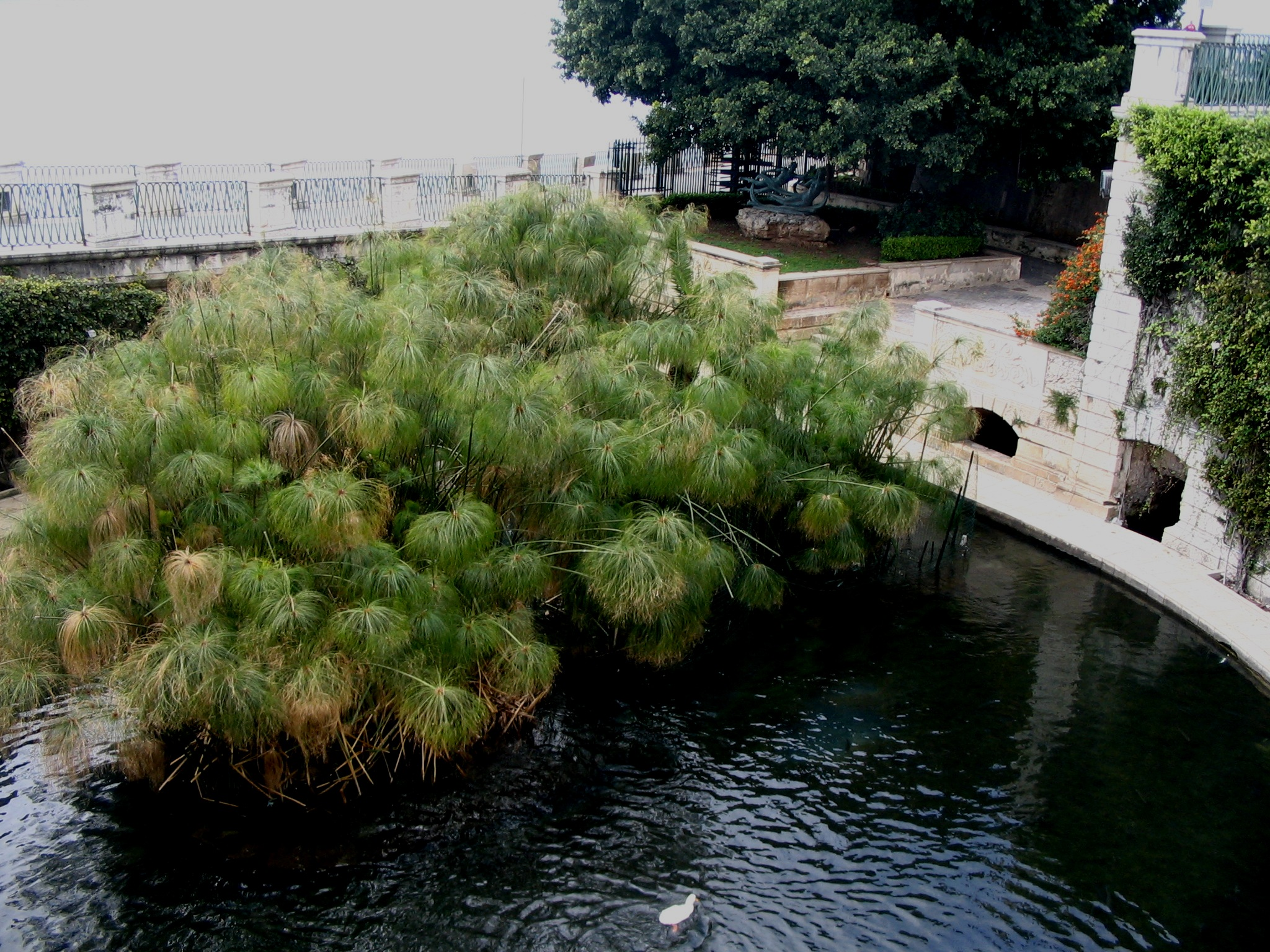
Cyperus papyrus
alla Fonte Aretusa (Siracusa).

Secondo Teofrasto (Storia delle piante, IV, 10) cresceva anche in Siria, mentre Plinio il Vecchio (Naturalis Historia) vi aggiunge i corsi dei fiumi Niger ed Eufrate.
In Europa oggi cresce spontaneamente solo in alcune zone umide della Sicilia orientale, in particolare nel territorio di Siracusa, lungo il corso dei fiumi Anapo e Ciane, e alle sorgenti del Fiumefreddo nel catanese. In passato cresceva spontaneamente anche lungo  corso del fiume Papireto a Palermo, adesso interrato, da cui il fiume prende il nome.
Negli Stati Uniti, sfuggito dalle coltivazioni, ha invaso la Florida, la Louisiana, la California e le Hawaii. Molto diffuso è anche nel Madagascar.

## Tassonomia
Sono note le seguenti sottospecie:
- Cyperus papyrus subsp. papyrus - sottospecie nominale
- Cyperus papyrus subsp. madagascariensis (Willd.) Kük.
- Cyperus papyrus subsp. zairensis (Chiov.) Kük.

## Coltivazione
È una specie amante della luce, che cresce lungo le rive dei corsi d'acqua a corrente lenta, con le radici sommerse.
Può essere riprodotto per talea dal rizoma e dal fusto.

## Usi

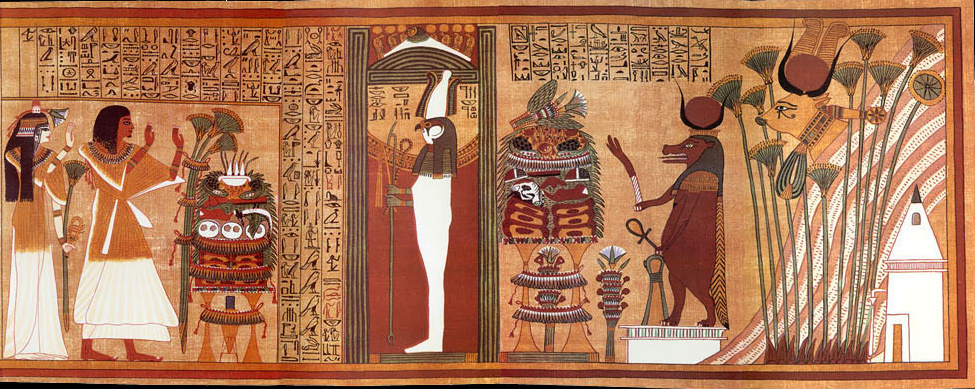
Il papiro di Ani: gli egizi offrono papiri in segno di fertilità

Oggi il papiro viene coltivato soprattutto a scopo ornamentale, ma nell'Antico Egitto aveva molteplici usi tecnici: il midollo era usato come alimento e fonte di fibre tessili, i fiori per farne ghirlande, il rizoma come combustibile e le parti più robuste (radici e fusto) per pentole, utensili, calzature, sartiame se non addirittura imbarcazioni (come ampiamente dimostrato da Thor Heyerdahl con le sue navigazioni a bordo del Ra e Ra II nel 1969-1970). Inoltre era molto presente nei riti religiosi. Nel Basso Egitto, infatti, il papiro era simbolo di fertilità, fecondità e rigenerazione; la pianta veniva offerta come dono agli dei egizi durante le processioni religiose e funerarie.

Per esempio nel papiro di Ani (databile nel 1420 a.C.), oggi conservato al British Museum di Londra, è possibile osservare la raffigurazione di Ani e la sua donna mentre offrono agli dei doni sacrificali per poter accedere al cospetto di Osiride. Il papiro nelle mani della moglie simboleggia la rinascita del futuro.
Dal papiro si ricava una superficie scrittoria che ebbe un vastissimo utilizzo nell'antichità. Si otteneva incollando opportunamente svariati strati di strisce di midollo. Si può dire che sul papiro sia stata scritta la storia delle civiltà mediterranee dell'antichità (l'introduzione della pergamena risale infatti solo al II secolo e la sua diffusione al V). Il nome più antico di questa pianta è byblos, derivante da quello dell'antica città fenicia di Byblos che ne faceva commercio. Non a caso, esso poi assunse il significato di "libro" (come in Bibbia, biblioteca ecc.).

### Usi alimentari
Gli antichi Egizi si nutrivano di papiro crudo, lessato oppure arrosto, mangiandone le radici e bevendone il succo. Stessa cosa accadeva a Siracusa (nella quale il papiro del Nilo cresce da tempo immemore), solamente che qui era per lo più un'abitudine dei pastori quella di estrarre dalla parte più tenera della pianta, ovvero dal midollo, il succo dolciastro. Al giorno d'oggi non si usa più mangiare il papiro nella città siciliana (si continua solo la fabbricazione della sua carta). e in Egitto questa pianta è quasi del tutto scomparsa (alla fine del secolo scorso è stato il papiro di Siracusa a giungere in soccorso di quello egiziano per adornare il museo del Cairo).